# Eumysopinae
Az Eumysopinae az emlősök (Mammalia) osztályának a rágcsálók (Rodentia) rendjébe, ezen belül a tüskéspatkányfélék (Echimyidae) családjába tartozó alcsalád.

## Rendszerezés
Az alcsaládba az alábbi 18 nem és 51 élő faj tartozik:
- †Acarechimys
- †Chasichimys
- †Eumysops
- Hoplomys J. A. Allen, 1908 - 1 faj
  - lándzsás tüskéspatkány (Hoplomys gymnurus) Thomas, 1897
- Lonchothrix Thomas, 1920 - 1 faj
  - Lonchothrix emiliae Thomas, 1920
- Mesomys Wagner, 1845 - 4 faj
- †Palaeoechimys
- †Pampamys
- †Pattersomys
- Proechimys J. A. Allen, 1899 - 25 faj
- †Protacaremys
- †Protadelphomys
- †Sallamys
- Thrichomys Trouessart, 1880 - 4 faj
- Trinomys Thomas, 1921 - 11 faj
- Euryzygomatomyini - nemzetség (az alábbi 3 nem szorosabb rokonságban áll egymással, mint az alcsalád többi nemével, emiatt az alcsaládon belül nemzetségbe foglalták őket)
  - Carterodon Waterhouse, 1848 - 1 faj
    - Carterodon sulcidens Lund, 1841

  - Clyomys Thomas, 1916 - 2 faj
  - Euryzygomatomys Goeldi, 1901 - 2 faj